# Bombers B-52
 Bombers B-52 és un pel·lícula estatunidenca de Gordon Douglas estrenada el 1957, amb Natalie Wood, Karl Malden i Efrem Zimbalist Jr..

## Argument
Un els fa volar. L'altre els manté en vol. Res no diu que s'hagin de portar bé. Des d'un vol de prova en la guerra de Corea, al Sergent Chuck Brennan (Karl Malden), mecànic d'avions, no li ha agradat el famós pilot Jim Herlihy (Efrem Zimbalist, Jr.). Ara Brennan té un nou motiu per estar enfadat: Herlihy té un romanç amb Lois, la filla de Brennan (Natalie Wood).
Però en aquella època de la Guerra Freda estan sotmetent a proves un avió: el B-52 de 200 tones. No hi ha lloc a bord d'aquesta enorme nau per a l'animadversió, perquè en aquest vol el perill solca els cels. El treball en equip és essencial.

## Repartiment
- Natalie Wood: Lois Brennan
- Karl Malden: Sergent Chuck V. Brennan
- Marsha Hunt: Edith Brennan
- Efrem Zimbalist Jr.: Coronel Jim Herlihy
- Don Kelly: Sergent Darren McKine
- Nelson Leigh: Brig. General Wayne Acton
- Robert Nichols: Wilbur 'Brooklyn' Stuart
- Ray Montgomery: Barnes
- Robert Hover: Simpson